# France Travail
France Travail, anciennement Pôle emploi jusqu'au 31 décembre 2023, est un établissement public à caractère administratif (EPA) chargé de l'emploi en France. Créé le 19 décembre 2008, il est issu de la fusion entre l'Agence nationale pour l'emploi (ANPE) et l'Association pour l'emploi dans l'industrie et le commerce (Assédic).

## Cadre juridique
La loi relative à la réforme de l'organisation du service public de l'emploi no 2008-126 du 13 février 2008 créé une institution nationale publique, mentionnée à l'article L. 5312-1 du code du travail, dont le nom « Pôle emploi » est choisi en octobre 2008.
Il s'agit d'une institution dotée de la personnalité morale et de l'autonomie financière, dont les personnels sont de statut privé, sauf ceux provenant d'organismes publics antérieurs et qui ont décidé, à l'époque de la fusion, de conserver leur ancien statut.
Depuis le 1er avril 2010, environ 900 professionnels de l'Agence nationale pour la formation professionnelle des adultes (AFPA) intègrent Pôle emploi, conformément à la loi du 24 novembre 2009 relative à l'orientation et à la formation tout au long de la vie. Les personnels sont majoritairement des psychologues du travail (ex-AFPA et conseillers Pôle emploi à la suite de mobilités internes). Ils constituent des « équipes d'orientation spécialisée » réparties sur le territoire métropolitain, selon différentes configurations : en agences, sur des plates-formes de service, etc.

## Dirigeants
Le 19 décembre 2011, Jean Bassères succéde à Christian Charpy en tant que directeur général de Pôle emploi sur une nomination de Nicolas Sarkozy. Sous la présidence de François Hollande, il est reconduit à son poste le 17 décembre 2014, après accord de l'Assemblée nationale et du Sénat, puis renouvelé par le décret du 13 décembre 2017 et du 21 décembre 2020, sous la présidence d'Emmanuel Macron.
Le 22 décembre 2011, François Nogué prends la place de Dominique-Jean Chertier en tant que président du conseil d'administration. Il est reconduit le 20 décembre 2014 par arrêté du 8 décembre 2014, et élu président lors du conseil d'administration du 21 janvier 2015. À son entrée en fonction[Quand ?], Jean Bassères déclare vouloir impulser une certaine « transparence » à Pôle emploi. À cet effet, les publications se multiplient : statistiques du chômage et indicateurs sur l'avancée des objectifs de la convention tripartite notamment. Malgré cette nouvelle transparence, certaines publications se font attendre. Depuis, Pôle emploi communique chaque semestre sur 4 indicateurs de performance consultables au niveau national mais également au niveau de chaque territoire et agence.
De son côté, le président du conseil d'administration, François Nogué, est spécialisé dans le secteur des ressources humaines. Il est directeur général délégué ressources humaines du groupe SNCF et préside le comité des directeurs de ressources humaines des entreprises ferroviaires européennes au sein de la Communauté européenne du rail (CER)[pertinence contestée].

## Gouvernance
La gouvernance est assise sur un conseil d'administration et une direction générale[Pas dans la source].
Au niveau national, le conseil d'administration est composé de dix-neuf membres nommés pour trois ans renouvelables, par arrêté du ministre chargé de l'emploi.
Il comprend :
- cinq représentants de l'État ;
- cinq représentants des organisations syndicales de salariés interprofessionnelles représentatives au niveau national (CFDT, CFE-CGC, CFTC, CGT et CGT-FO) ;
- cinq représentants des organisations professionnelles d'employeurs représentatives au niveau national et interprofessionnel (CGPME, MEDEF et UPA) ;
- deux personnalités qualifiées désignées par le ministre chargé de l'emploi ;
- deux représentants des collectivités territoriales désignés sur proposition conjointe de l'Association des régions de France, l'Association des départements de France et l'Association des maires de France ;
- le directeur général exerce la direction de cet établissement public doté de la personnalité morale dans le cadre des orientations définies par le conseil d'administration.

L'absence de représentants des agents de Pôle emploi et des associations de chômeurs dans le conseil d'administration est reprochée à Pôle emploi, dans un rapport de l'Assemblée nationale.
Au niveau régional, chaque région administrative est dotée d'une direction régionale considérée comme un établissement. Pôle emploi comprend 17 directions régionales depuis la fusion des régions en janvier 2016. Dans chaque région, le directeur régional de Pôle emploi signe avec le préfet une convention visant à programmer les interventions de Pôle emploi au regard de la situation locale de l'emploi et du marché du travail, à préciser les conditions de sa participation et de l'évaluation de son action ainsi qu'à définir les conditions de sa coopération avec les maisons de l'emploi, les missions locales, cap emploi et les partenaires locaux.

## Histoire

Logo de Pôle Emploi (2008-2023).

Annoncée par Nicolas Sarkozy lors de la campagne électorale de 2007, la fusion entre l'Agence nationale pour l'emploi (ANPE) et le réseau Assédic devient effective par la loi du 13 février 2008 relative à la réforme du service public de l'emploi. L'objectif affiché est de créer un opérateur qui permette notamment aux demandeurs d'emploi d'avoir un seul interlocuteur pour la gestion des offres d'emploi et de leur allocation. Cet objectif de conseiller unique, à la fois en capacité d'accompagner vers l'emploi et de calculer les droits à indemnisation, est rapidement abandonné faute de réflexion sur le contenu du travail.
Considérant que l'ANPE était un établissement public à caractère administratif (EPA) et l'Assedic une association de droit privé, gérée paritairement par les organisations patronales et syndicales, certaines critiques soulignent que la fusion conduit surtout à renforcer la tutelle de l'État sur un secteur historiquement géré de façon relativement autonome par les parties sociales. Pôle emploi intervient également au niveau international, par le biais d'une gamme de services aux candidats à la mobilité européenne et internationale et aux entreprises qui les recrutent. Le réseau Pôle emploi international propose de 30 000 à 40 000 offres par an, en Europe et à l'international. Pôle emploi existe juridiquement depuis le 20 décembre 2008, date de la première réunion de son conseil d'administration. Christian Charpy, ancien directeur général de l'ANPE et délégué général de l'instance nationale provisoire a été à cette occasion nommé directeur général. Dominique-Jean Chertier a été élu président du conseil d'administration.
Par la suite, en avril 2009, l'État, l'Unédic et Pôle emploi signent la première convention tripartite pluriannuelle concernant la période de 2009 à 2011. La période 2009-2011 est divisée en deux : en 2009, l'objectif est de s'assurer de la réussite de la fusion avec la mise en place d'améliorations de l'offre de service. La seconde période, 2010-2011, devrait « améliorer durablement l'offre de services et le fonctionnement du marché du travail ».
Le 11 janvier 2012, l'État, l'Unédic et Pôle emploi signent la deuxième convention tripartite s'étalant de 2012 à 2014. Celle-ci fixe trois priorités à Pôle emploi : la personnalisation de l'offre de services, la proximité territoriale, et l'optimisation des moyens. Le chômage de longue durée est particulièrement visé. La signature d'une nouvelle convention tripartite le 18 décembre 2014 vient conforter la priorité donnée à la personnalisation de l'accompagnement des demandeurs d'emploi et des entreprises. Elle acte également de la nécessité de poursuivre le développement de l'offre de service digitale pour simplifier et accélérer la recherche d'emploi et les recrutements,.
Cet organisme public se singularise par sa relative fermeture vis-à-vis de la recherche en sciences sociales. Les enquêtes sociologiques portant sur l'Agence nationale pour l'emploi et Pôle emploi sont peu nombreuses, et celles portant sur l'assurance chômage sont inexistantes ».

### 2009-2012
Le 31 mars 2009, dans un contexte de hausse du nombre de demandeurs d'emploi (+0,3 million de demandeurs d'emploi en un an), le recrutement de 1 840 employés est annoncé par le président de la République,. Dix-neuf mois plus tard, alors que le nombre de demandeurs d'emploi évolue de 3,6 à 4,25 millions (catégories A, B, C dont les DOM), la direction de Pôle emploi annonce la suppression de 1 800 postes,.
Le 20 novembre 2009, une nouvelle convention collective est ratifiée par cinq syndicats, cette nouvelle convention collective nationale (CCN) entre en vigueur le 1er janvier 2010. De fait, les agents de l'ex-Assedic basculent directement sur cette nouvelle CCN, quant aux agents ex-ANPE, ils pourront opter pour cette convention ou conserver leur statut de droit public, non titulaires de l'État sous statut voté en 2003, (le droit d'option sera de deux ans à compter du 1er janvier 2010). Cette nouvelle CCN permettra une homogénéisation des statuts dans le cadre de la nouvelle institution Pôle emploi. À la fin des années d'option (possibilité pour les agents sous statuts public « d'opter » pour la nouvelle CCN), les agents sous statut de droit public représentent 10 % du personnel (en 2008 avant la fusion les agents du service public ex « ANPE » représentaient les 2/3 des effectifs)[réf. nécessaire].
De nombreuses grèves ont lieu au sein de cette nouvelle structure. Les agents tentent de se prémunir contre les effets d'un management jugé productiviste, tandis que des « usagers » s'adressent parfois à eux pour proposer une convergence qui aurait pour objectif un appui aux droits des chômeurs et précaires,, fort mal reconnus par l'institution. Alors que Laurent Wauquiez évoque le 19 janvier 2010 un nombre de dossiers suivis par agent variant entre 60 et 95, Le Canard enchaîné publie le 10 février 2010 des documents confidentiels qui montrent que ce nombre est en réalité supérieur à 300. Une sénatrice de Gironde relève la difficulté répétée pour les demandeurs d'emploi pour joindre le Pôle emploi, en raison de standards téléphoniques saturés et du manque de personnels. Sa désorganisation conduit à décourager certains demandeurs d'emploi à reprendre une activité, y compris temporaire.
Un mois après la publication, le 15 mars 2010, de son rapport sur les radiations des chômeurs, et devant l'absence de réaction de la direction, le médiateur Benoît Génuini démissionne. Il constate : « Pôle emploi donne très peu d'explications, prend rarement la peine de justifier ses décisions ». Début juin 2010, l'application du nouveau dispositif en faveur des chômeurs en fin de droits provoque de sérieux remous et une levée de boucliers de l'ensemble des syndicats.
L'Inspection générale des affaires sociales (IGAS) relève en 2011 qu'il n'existe, dans la prescription des formations, aucune cohérence commune à toutes les régions et ni une accessibilité aux co-traitants de Pôle emploi : un outil recensant l'offre de formations des différents acheteurs et permettant de positionner un demandeur d'emploi sur une formation existante et de suivre sa situation. Le contrôle, par Pôle emploi, des organismes proposant des formations aux demandeurs d'emploi est évanescent depuis 2010/2011.
En 2012, avec la hausse du chômage et le non-recrutement d'agents, une enquête du Parisien établit qu'un conseiller s'occupe de 200 chômeurs en moyenne, avec des records à plus de 600 chômeurs. Face à une situation devenue ingérable, le nouveau directeur général décide de ne plus faire de suivi mensuel. La Cour de cassation, dans un arrêt du 8 février 2012, condamne Pôle emploi pour « manquement à l'obligation d'information complète des demandeurs d'emploi » en matière d'indemnisation, par le versement d'une somme de 15 000 € à la demanderesse,,. En septembre 2012, Pôle emploi est condamné par le tribunal administratif de Paris pour accompagnement insuffisant d'un chômeur de 54 ans inscrit depuis février 2009. Il n'a bénéficié depuis que de trois rendez-vous en agence, en dépit de ses demandes réitérées et n'a reçu aucune offre d'emploi d'après son avocat. Le tribunal ordonne à Pôle emploi de le recevoir « dans les huit jours, de mettre à jour son projet personnalisé d'accès à l'emploi, de le rencontrer de manière régulière dans le respect des directives de fonctionnement fixées par cette institution en lui proposant toute offre, toute formation utile ou toute reconversion ». Pôle emploi est également condamné à verser 1 000 €, correspondant aux frais d'avocat.

### Mise en place du plan «Pôle emploi 2015» (2012)
Pour faire face, Pôle emploi adopte alors le « plan stratégique 2015 » dont un des objectifs est de mieux suivre les demandeurs d'emploi.
Une demandeuse d'emploi perçoit depuis 2004 l'Allocation de solidarité spécifique (ASS), mais apprend fortuitement en 2005 qu'elle peut bénéficier de l'Allocation équivalent retraite (AER), plus intéressante pécuniairement. Elle saisit la justice pour l'obtenir rétroactivement. Pôle emploi refuse et se limite à rappeler que les « institutions gestionnaires du régime d'assurance chômage sont seulement tenues de prendre toutes mesures utiles afin d'assurer l'information générale des allocataires ». Il prétend qu'une mention figure « en rouge, avec un logo d'alerte » sur le formulaire d'ASS, signalant que certaines personnes peuvent prétendre à l'AER. La Cour d'Appel de Douai le 16 juin 2010 condamne Pôle emploi agissant en lieu et place de l'Assedic à lui payer des dommages-intérêts du montant de l'AER dont elle a été privée au regard de la perte d'une chance de prendre une décision plus judicieuse en pleine connaissance de cause ou par la délivrance d'une information insuffisante délivrée par l'ASSEDIC des Pays du Nord. La Cour de cassation rejette, le 8 février 2012, le pourvoi formé par Pôle Emploi contre cet arrêt rendu par la Cour d'Appel de Douai,.

### Renforcement des moyens humains (2013)
En janvier 2013, Pôle emploi met en place le « suivi différencié ». Un suivi qui consiste à suivre davantage les profils les plus éloignés du monde du travail (« accompagnement renforcé ») et laisser davantage d'autonomie aux profils considérés comme plus autonomes. Selon ce nouveau suivi, un conseiller voué à l'accompagnement renforcé ne devrait pas suivre plus de 70 chômeurs.
En février 2013, face à un taux de chômage de 24 % chez les jeunes Français, Pôle emploi, en partenariat avec le service public de l'emploi allemand, a inauguré le « premier bureau européen de placement » à Kehl, en Allemagne. Ce bureau a pour objectif de favoriser l'intégration dans l'emploi des demandeurs d'emploi des deux nationalités en simplifiant les démarches de ceux-ci. Un homme âgé de 43 ans s'est suicidé par immolation devant une agence Pôle Emploi de Nantes le 13 février 2013. Il avait repris une activité professionnelle sans la déclarer à Pôle emploi et continuant ainsi de percevoir des indemnités. Elles devaient être donc remboursées. De plus, lorsqu'une période d'activité n'est pas déclarée, de nouveaux droits à l'assurance-chômage ne peuvent pas être ouverts. Son dossier avait fait l'objet d'un rejet alors qu'il pensait avoir travaillé suffisamment d'heures pour percevoir des indemnités chômage. Pour le président Hollande : « Le service public de l'emploi a été, je crois, exemplaire, il n'est nul besoin d'aller chercher une responsabilité »,.
En mars 2013, le Premier ministre Jean-Marc Ayrault annonce le recrutement de 2 000 agents en CDI par Pôle emploi. Jean Bassères, directeur général de Pôle emploi, déclare par la suite que « l'objectif est de dégager 2 000 équivalents temps-plein au profit de l'accueil et de l'accompagnement des chômeurs, en transférant, d'ici à 2014, 600 postes des fonctions administratives vers les agences ». En juin 2013, pour augmenter le taux de satisfaction des entreprises (58 % en 2012), Pôle emploi a mis en place une « nouvelle offre de services plus personnalisée aux entreprises ». L'objectif est alors de personnaliser l'offre auprès des entreprises pour adapter l'accompagnement de Pôle emploi en fonction de leurs différents besoins (pas de service RH pour certaines d'entre elles, besoins de recrutement avec des délais serrés, recrutements nombreux ou difficiles, etc.).
Par ailleurs, afin de rendre les offres d'emploi plus accessibles aux chômeurs, Pôle emploi a développé en 2013 des partenariats avec d'autres sites d'emplois et réseaux sociaux professionnels privés (dont Regionsjob, Viadeo, MétéoJob, Keljob.com, etc.). Pôle emploi et ces sites ont alors commencé, durant l'été 2013, à échanger leurs offres d'emploi pour les intégrer sur leurs sites respectifs. Ce « changement de cap » s'insère dans une stratégie de « transparence de marché du travail », dont l'objectif principal est de « s'attaquer aux offres non pourvues ». Au total, le ministère du Travail a alors estimé que le nombre d'agents au contact des chômeurs passera alors de 29 000 à 35 000.
Illustration du renforcement de ces moyens, une agence Pôle emploi ouvre en avril 2013 à Clichy-sous-Bois, avec 44 agents pour accompagner les 5 800 chômeurs de la ville. Cette ouverture a été considérée comme un « symbole du retour de l'État » dans les quartiers sensibles et correspond à une logique globale d'investissement de Pôle emploi dans les quartiers prioritaires, ainsi que de recrutements d'agents parmi les habitants locaux. En juin 2013, malgré ces investissements, la députée Monique Iborra (PS) présente un rapport sur la situation de Pôle emploi et dénonce des moyens « incontestablement limités » au regard de la situation économique. En huit mois, 3 agents dont un cadre supérieur se donnent la mort. D'après un élu du SNU, la souffrance des agents se traduirait de plus en plus par des addictions et des maladies. Les chiffres du dernier bilan social de l'établissement montrent qu'entre 2010 et 2012, les arrêts pour maladie grave (plus de huit mois) ont augmenté de 293 % et les accidents du travail de 162 %.
Le premier bilan des missions de Pôle emploi a été publié en juillet 2013. Une note « moyenne » a été donnée par le journal Le Monde à Pôle emploi. Les bons points cités sont le temps entre l'inscription et le premier entretien (90 % sont reçus sous 10 jours) ou encore la ponctualité des indemnisations (90 % parviennent dans les délais). Le retour à l'emploi a aussi augmenté de 2,8 % si l'on omet l'effet de la crise. Les chômeurs semblent en revanche moins satisfaits, puisqu'ils sont passés de 54,8 % en 2011 à 52,1 % en 2012. Même constat pour la satisfaction concernant l'information sur les indemnisations qui passe de 68 % de satisfaits en 2011 à 64 % en 2012.

### Création de «l'accompagnement global» (2014)
Depuis janvier 2014, Pôle emploi est désormais informé lorsqu'un chômeur retrouve un travail ; jusque-là, cette information ne pouvait être communiquée que par l'ancien chômeur s'il en faisait la démarche, ce qui était plutôt rare. Les Urssaf auront ainsi désormais la charge de communiquer ces données à chaque centre, ce qui permettra, selon l'agence, de mieux lutter contre la fraude.
Le 1er avril 2014, un protocole d'accompagnement a été signé entre Pôle emploi et l'Assemblée des départements de France (ADF) pour créer « l'accompagnement global ». Les départements et Pôle emploi se sont alors associés pour soutenir les demandeurs d'emplois en situation de précarité. Concrètement, Pôle emploi continue d'accompagner les demandeurs d'emploi dans leur recherche d'emploi, tandis que les départements aident ces derniers en cas de difficultés sociales (logement, mobilité…).
Mi-juin 2014, le ministère du Travail déclarait que ce dispositif, en place dans 5 départements à l'époque, « serait étendu à plus de 60 départements d'ici à juillet 2015 ». À fin 2017, ce sont 97 départements qui sont officiellement engagés dans cette démarche. 56 % des demandeurs d'emploi entrés dans ce dispositif en avril 2015 ont accédé à l'emploi dans les 12 mois. En 2017, 120 000 personnes ont bénéficié d'un accompagnement global.
Une habitante de Mérignac en Gironde titulaire d'un Bac pro, présente à Pôle Emploi des diplômes usurpés afin de postuler à un emploi de professeur de droit et d'économie qu'elle occupera pendant plusieurs années dans différents établissements. Précédemment, elle a utilisé son identifiant d'inscription à l'Université de Bordeaux 4 en qualité de simple auditrice libre pour se connecter au profil universitaire d'une avocate et de se faire délivrer ses attestations d'obtention de diplômes : une maîtrise en droit pénal, un certificat en criminologie et un DEUG d'économie. Pôle emploi ne procède à aucune vérification. Cependant, la responsable des affaires juridiques de l'Université s'aperçoit de la fraude. L'usurpatrice est placée en garde à vue et interrogée par les officiers de la police judiciaire de la brigade de sûreté urbaine (BSU). Elle comparait en 2014 pour usurpation d'identité, est condamnée à une amende de 2 000 €, une interdiction d'enseigner le droit pendant 6 ans et au versement d'une indemnité réparatrice de 2 000 € à la partie civile,,,.
L'IGAS publie en novembre 2014 un rapport consécutif à une mission d'évaluation de la convention tripartite État-Unedic-Pôle emploi (2012-2014). Il apparaît : « même si les tendances affichées sont parfois positives, aucune des cibles – même révisées pour tenir compte de la dégradation de la conjoncture – assignées en matière d'accompagnement des demandeurs d'emploi et de retour à l'emploi n'est atteinte, avec des résultats particulièrement préoccupants concernant les demandeurs d'emploi de longue durée. S'agissant de la relation aux entreprises, si trois des cibles sont atteintes, les changements de périmètre jouent un rôle non négligeable dans l'évolution des indicateurs concernés. Les cibles ne sont en outre pas atteintes pour les deux indicateurs liés à l'activité d'indemnisation ». La mission relève qu'elle : « a par ailleurs été surprise que les indicateurs [révisés] n'aient pas été audités en tant que tels par la direction générale de Pôle emploi pendant la durée de la convention ». La Cour des comptes examinant la période allant de 2007 à 2014 relève qu'il « n'est pas normal que l'accompagnement des demandeurs d'emploi et des employeurs, hors accueil et inscription, compte pour moins de la moitié du temps de travail des conseillers ». Le nombre d'offres d'emploi collectées et le pourcentage des offres d'emploi satisfaites sont tous deux en baisse. Le chômage de longue durée est de plus en plus important, l'intensité d'accompagnement décroît avec la durée du chômage.

#### Recours aux opérateurs privés (OPP)
La Cour des comptes souligne en 2014 un processus de sélection et un contrôle qualité insuffisamment performants de ces organismes et conclut à des évaluations perfectibles pour des résultats décevants. Un autre rapport déposé par la commission des finances de l'Assemblée Nationale sur le même thème, présenté par Christophe Castaner, conclut que : « le recours aux OPP [qui] se faisait en l'absence de « doctrine », de règles et de coopération, n'était pas tenable : elle engendrait un gâchis de part et d'autre, au détriment des chômeurs eux-mêmes ».

#### Renforcement de la politique numérique
Pôle emploi affiche sa volonté d'avoir de plus en plus recours au numérique dans l'accompagnement des demandeurs d'emploi. Plusieurs dispositifs ont été mis en place :
- l'accompagnement 100 % web, qui consiste à offrir la possibilité aux demandeurs d'emploi qui le souhaitent de bénéficier d'un accompagnement dématérialisé : les entretiens se font alors par webcam et chat et les demandes sont traitées par courriel. Ce dispositif, testé par 8 000 demandeurs d'emploi, et plébiscité par 97 % d'entre eux[FT 7], est généralisé au 31 mars 2015[64] sous la forme d'une modalité d'échange par visioconférence avec le conseiller[65] ;
- les salons virtuels[FT 8], qui ont pour but de faciliter la recherche d'emploi des personnes handicapées et toucher un public nouveau lors des salons de l'emploi[66]. Entre septembre 2015 et juin 2016, les 100 salons en ligne ont rapproché 1 500 recruteurs et 64 000 demandeurs d'emploi[FT 9] ;
- les MOOC pour l'emploi[FT 10], une plateforme en ligne créée et animée par les experts de Pôle emploi et des entreprises partenaires. Cette plateforme propose des cours en ligne autour de la recherche d'emploi afin de compléter l'accompagnement des conseillers et les informations en ligne[67] ;
- l'Emploi Store[FT 11], une plateforme qui centralise aujourd'hui[Quand ?] plus de 300 services et applications (web ou mobiles[68]) pour l'emploi, issus à la fois de 180 partenaires privés et publics. Il s'agit également d'un espace d'innovation collaborative : sur l'Emploi Store Dev, Pôle emploi met à disposition ses données et permet ainsi aux développeurs de créer de nouvelles applications.
- le « nouveau parcours du demandeur d'emploi », initié en septembre 2015, devrait permettre aux demandeurs d'emploi de passer moins de temps sur les démarches administratives (inscription et indemnisation) et de bénéficier de plus de temps avec leur conseiller pour la recherche d'emploi. Pour ce faire, ces démarches seront à réaliser en ligne, mais « une assistance téléphonique gratuite sera accessible et la démarche restera possible directement en agence »[69]. Cette démarche d'open innovation se traduit également par l'organisation de « challenges », afin de développer de nouveaux outils au service des demandeurs d'emploi et des entreprises. Une activité pilotée par Le Lab Pôle emploi[FT 12], l'espace de Pôle emploi consacré à l'innovation lancé en septembre 2014.

Dans un rapport paru en mars 2015, le Conseil d'orientation pour l'emploi (COE) a salué la transformation numérique de Pôle emploi, estimant que sa politique d'agrégation des offres d'emploi sur internet lui a permis de se positionner comme un « agrégateur de premier rang, complémentaire des autres acteurs du marché ». De fait, Pôle emploi reste le site d'emploi en ligne le plus consulté et le plus utilisé par les internautes pour la recherche d'emploi d'après Mediametrie,,. Avec 600 984 annonces disponibles sur pole-emploi.fr en date de 2015.
Pour lutter contre la fracture numérique, 2 200 jeunes en service civique ont été embauchés afin d'accompagner les plus éloignés du numérique à l'utilisation des nouveaux outils et services de Pôle emploi, comme les aider à réaliser leur inscription en ligne dans les agences (voir infra en 2019 le rôle exact des jeunes en service civique),. Pôle emploi est condamné le 23 avril 2014 par le conseil des prud'hommes de Paris à verser 23 373 € pour accompagnement insuffisant, à une de ses ancienne salariée, recrutée avec un contrat aidé pendant quatre ans.

### Accompagnement différencié (2015)
Le 2 juillet 2012, le plan « Pôle emploi 2015 », destiné à déployer une nouvelle organisation, a officiellement été lancé. Cette nouvelle organisation devait s'accompagner de « 2 000 équivalents temps plein supplémentaires consacrés à l'accompagnement des chômeurs ». S'ajoute le programme Activ'emploi qui confie à des opérateurs privés de placement (OPP), le suivi des demandeurs d'emploi les plus autonomes,.
Le « suivi différencié » remplace alors, courant 2013-2014, le suivi mensuel personnalisé qui consistait à ce que les chômeurs soient tous reçus tous les mois par leur conseiller. Cet objectif n'a jamais été tenu. Ce nouveau suivi, destiné à accompagner davantage les profils fragiles, est présenté sous la forme de trois modalités : un accompagnement « suivi », pour les demandeurs d'emploi dont l'autonomie est la plus grande ; un accompagnement « guidé », pour ceux qui nécessitent d'être appuyés ; et enfin un accompagnement « renforcé », pour les chômeurs les plus éloignés de l'emploi, avec un entretien par semaine.
Le principe même de ce suivi personnalisé pose cependant des questions, notamment au sujet du principe d'égalité de traitement et nécessite « des modifications profondes dans l'organisation du travail ».
Afin de favoriser l'accès à l'emploi durable pour les jeunes demandeurs d'emploi, Pôle emploi a renforcé en 2015 son offre de services avec l'Accompagnement intensif des jeunes (AIJ). Au-delà des conseillers qui suivent les demandeurs d'emploi de tous âges, 788 conseillers sont exclusivement consacrés au dispositif,.
Selon un sondage d'opinion de la SOFRES, Pôle emploi enregistre 11 % de bonne opinion, le niveau le plus bas parmi les services publics français.

### 2016-2017

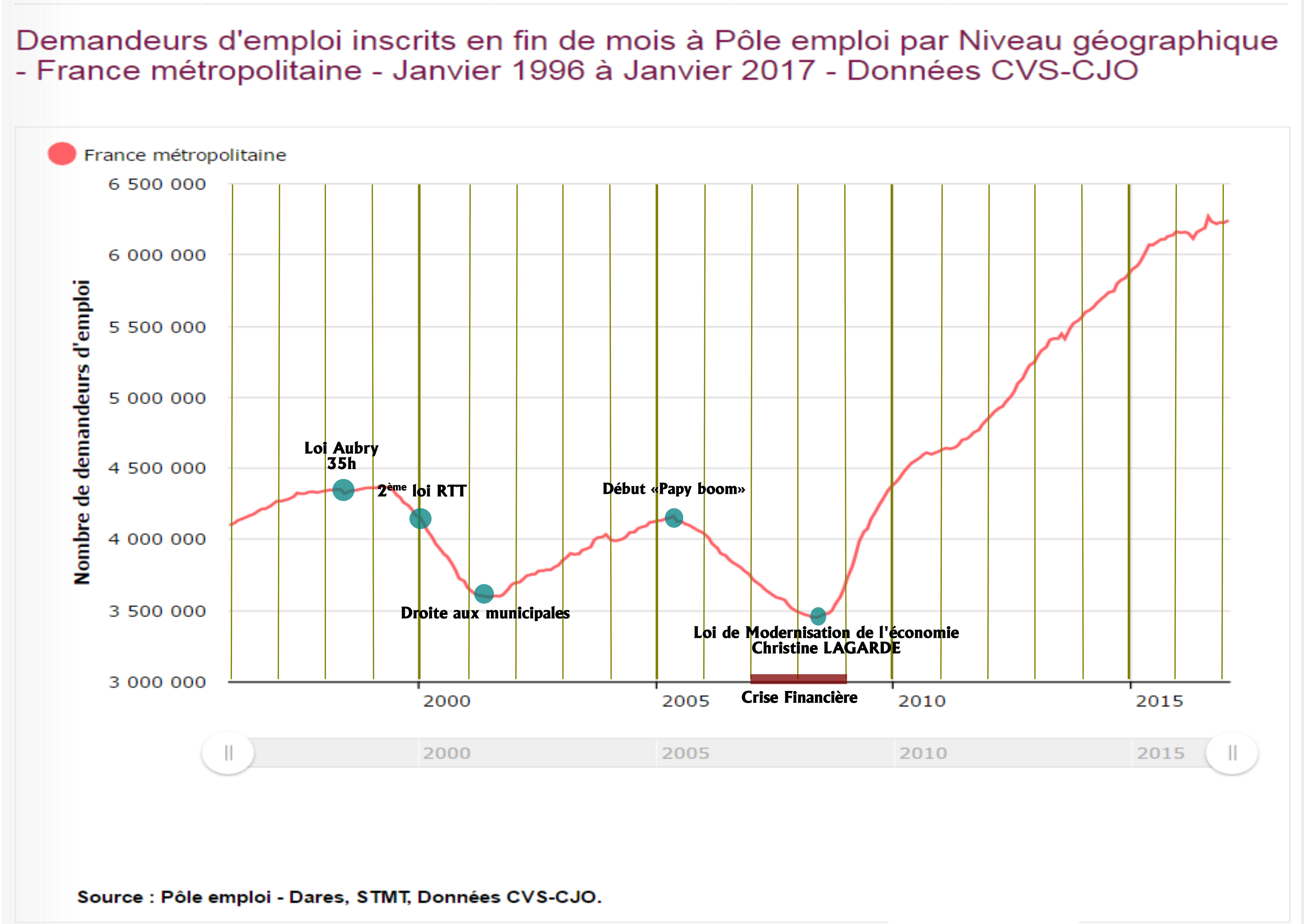
Nombre d'inscrits à Pôle emploi entre 1996 et 2017.

En juin 2016, Pôle emploi tente une mutation en tentant de répondre aux besoins des entreprises et de se voir comme un « cabinet de recrutement gratuit » qui accompagne les entreprises dans leur recherche de main d'œuvre. Selon le magazine Challenges, l'opération a pour but de renforcer l'efficacité de Pôle emploi et de redorer son image. Cette stratégie s'illustre notamment par la refonte de l'espace recruteur sur pole-emploi.fr, ainsi que le développement de nouveaux services en ligne et sur mobile : simulateur du coût d'un recrutement et des aides à l'embauche disponibles, création de pages employeur personnalisées, recherche de CV par compétence et par mot-clé, possibilité de contact direct avec des demandeurs d'emploi, application mobile « Je Recrute ».
Lors de la campagne pour les élections présidentielles, le futur président Emmanuel Macron informe que dans son plan pour lutter contre le chômage, tout demandeur d'emploi pourra refuser une offre mais pas deux. Une enquête menée dans quatre villes (Lyon, Rennes, Marseille et Créteil), révèle pourtant que sur 1 298 annonces publiées en février 2017 sur le site de Pôle Emploi, la moitié des offres en ligne sont incohérentes, mensongères, malhonnêtes ou illégales.
En mars 2017, un rapport IGF-Igas salue notamment la mise en œuvre du nouveau parcours du demandeur d'emploi avec un « redéploiement de moyens au profit de ceux qui en ont le plus besoin », et note que « le temps consacré au suivi et à l'accompagnement personnalisé a continué d'augmenter en 2016, dépassant l'objectif fixé »,.
Entre janvier 2015 et décembre 2017, le nombre de demandeurs d'emploi ayant eu recours à un accompagnement intensif a augmenté de 71 %[réf. nécessaire]. En 2017, pour la première année, Pôle emploi a atteint ou dépassé 100 % des objectifs fixés par la convention tripartite signée avec l'État et l'Unédic pour la période 2015-2018 (14/14 indicateurs de la convention sont à la cible). En décembre 2017, les indicateurs de performance de Pôle Emploi étaient à la hausse avec 4 135 037 retours à l'emploi, 94 % de taux de paiements dans les délais, 71 % de taux de satisfaction des demandeurs d'emploi et 71 % de taux de satisfaction des entreprises.

### 2018
En mars 2018, Pôle emploi annonce qu'elle a versé un milliard d'euros en trop aux demandeurs d'emploi durant l'exercice 2017. Certaines voix accusent l'externalisation de la saisie d'une partie des déclarations.Des critiques aussi de chômeurs apparaissent quant à la nature des relations et la qualité des prestations émanant de leur conseiller. Pour ne pas réitérer cette erreur, l'agence Pôle emploi et l'Unédic ont mis en place un groupe de travail.
En mai 2018, Pôle emploi lance « On est là pour vous ! » : une série de tutoriels vidéos disponible sur la chaîne YouTube de l'agence dans lesquels les conseillers de Pôle emploi donnent, dans un format court (entre une minute trente secondes et deux minutes trente secondes), des conseils pour la recherche d'emploi et répondent aux questions les plus souvent posées. Au cours de l'année, Pôle Emploi mène plusieurs actions pour promouvoir l'alternance : une section dédiée à l'alternance est mise en place sur leur plateforme de recherche et deux outils de recherche en ligne sont lancés : « la bonne alternance » (qui permet aux candidats de trouver une entreprise) et « la bonne formation » (qui permet aux demandeurs d'emploi de trouver une formation professionnelle).
En date du 17 juillet 2018, Pôle emploi est l'acteur proposant le plus d'offres d'emploi en ligne,,. Cependant, selon une étude datée d'août 2018, il apparaît que 50 % des offres publiées par Pôle Emploi sont illégales voire inexistantes entretenant ainsi la légende des « emplois non pourvus »,. Il est par ailleurs faux de relever l'existence de 300 000 emplois en attente de candidats sur le site de Pôle Emploi.
En 2018, l'agence va devoir aborder une nouvelle réforme de l'assurance chômage qui sera mise en œuvre durant l'été 2018. En effet, selon le « programme de travail pour rénover notre modèle social », le président Macron et son Premier ministre ont annoncé qu'ils allaient ouvrir les droits à l'assurance chômage à deux nouvelles catégories : les travailleurs indépendants et les salariés démissionnaires. Cela engendra un coût supplémentaire compris entre quatre et huit milliards d'euros selon les prédictions.
Le 20 novembre 2018, 29 % des agents de Pôle emploi se mettent en grève à l'appel de plusieurs syndicats. Il s'agit d'une mobilisation record pour cet opérateur public depuis sa création. Les syndicats dénoncent la suppression de 800 emplois à partir de 2019. De manière générale, les collaborateurs pointent du doigt la dématérialisation à outrance de l'accompagnement des demandeurs d'emploi. Certains conseillers doivent gérer jusqu'à 1 000 candidats, ce qui rend impossible un accompagnement de proximité.
Un rapport publié le 21 décembre 2018 par l'Igas et l'Inspection générale des Finances indique que Pôle emploi a rempli ses objectifs pour la période 2015-2018. À savoir que les réformes importantes notamment autour de l'accueil du public et le développement de la dématérialisation des services d'inscription et d'indemnisation ont permis « de renforcer la spécialisation des agents et de redéployer » les moyens « vers l'accompagnement des demandeurs d'emploi ».
Le Conseil d'État rappelle cependant quelques jours plus tard dans un arrêt du 28 décembre 2018 qu'il « incombe à Pôle emploi, au titre de ses missions de placement et d'accompagnement des demandeurs d'emploi par lesquelles il contribue au service public de l'emploi, de mettre en œuvre un accompagnement personnalisé de chaque demandeur d'emploi pour l'aider à retrouver un emploi, précisé au moyen du projet personnalisé d'accès à l'emploi, en tenant compte de ses besoins, déterminés notamment en fonction de sa formation et de son expérience professionnelle, de l'autonomie dont il dispose dans sa recherche et de la durée qui s'est écoulée depuis son dernier emploi, ainsi que des demandes qu'il exprime. Les carences de Pôle emploi, dans l'exercice de ces missions, sont susceptibles de constituer des fautes de nature à engager sa responsabilité » nonobstant le comportement du demandeur d'emploi.

### 2019
Au 1er janvier 2019 est publié un décret prévoyant la suppression de l'allocation (non récupérable) pour un mois ou plus en cas de refus successifs d'« offres raisonnables d'emploi »,. Ce dernier fait suite de la rubrique « contrôle des chômeurs » pour l'évolution de la réforme « Avenir professionnel ». Le jour même, le secrétaire confédéral du syndicat Force ouvrière, Michel Beaugas, réagit sur le site de France Info en dénonçant « une précarisation rampante des demandeurs d'emploi ».
Un agent du Pôle emploi de Plaisir (Yvelines) entre les mois de mai 2016 et décembre 2018 détourne 294 000 € des caisses de l'organisme. Il instruit de faux dossiers de demandes d'aides avec des attestations d'employeurs falsifiées provenant d'autres fichiers qu'il joint à ses documents factices. Il s'enrichit personnellement d'une somme de plus de 102 000 €. Sa fonction de « référent fraude » lui permet de valider lui-même ces procédures. En échange de ses services, les bénéficiaires de son détournement de fonds doivent lui reverser des sommes d'argent ou accepter de lui accorder une relation sexuelle lorsqu'il s'agit d'une femme. Un contrôle interne aléatoire révèle les incohérences dans certains dossiers. Huit personnes sont identifiées comme bénéficiaires. Pôle Emploi dépose plainte au début de l'année 2019.
Le nombre de dossiers traités par Pôle emploi est nettement plus élevé que les chiffres affichés par la direction. En effet, ces chiffres ne comprennent pas les catégories C, D et E, celles concernant les personnes travaillant plus de 78 heures par mois, qui sont en formation ou en arrêt maladie, et qui n'apparaissent dans aucune statistique. Pour les demandeurs d'emploi bénéficiant d'un suivi, l'action de Pôle emploi en matière d'accompagnement « se réduit pour l'essentiel à répondre à leurs éventuelles questions ».
Le 18 juin 2019, Muriel Pénicaud annonce la réforme de l'assurance-chômage avec le recrutement à venir de plus de 1 000 nouveaux employés à partir de 2020. Parmi les grandes nouveautés, un projet d'allocation chômage dégressif à partir de six mois sans activité pour les cadres touchant plus de 4 500 €. Cette mesure déclenche la colère des syndicats qui l'estiment injuste. Par ailleurs, un système de bonus-malus concernera les entreprises de plus de onze salariés qui sont pourvoyeuses de futurs chômeurs. Des taux de 3 à 5 % seront appliqués sur les cotisations patronales en fonction du nombre de salariés qui s'inscrivent à Pôle Emploi une fois terminée leur période dans l'entreprise.
Le directeur général, Jean Bassères, le 6 décembre 2017 publiquement devant la commission des affaires sociales de l'Assemblée nationale évoque le remplacement des 1 380 salariés employés grâce à des contrats aidés payés au SMIC par des jeunes effectuant un service civique. En 2019, il apparaît que 5 003 jeunes avec ce statut travaillent au sein de Pôle Emploi. Cela représente environ 11 % des effectifs. Ils sont rémunérés 580 € par mois pour un temps plein sans cotiser à l'assurance chômage. Supposés être recrutés pour des missions de support à l'accueil ou pour assister les demandeurs d'emploi pour leur inscription devant les ordinateurs, en réalité, ils remplacent des agents permanents (contrat aidé, contractuel, titulaire de la fonction publique) ou réalisent des missions relevant du fonctionnement général. Cela n'est pas juridiquement autorisé. Le Directeur des Ressources Humaines et une directrice d'agence indiquent ne pas connaître, voire nient l'existence de la prestation « Atelier focus compétences » pourtant parfaitement visible sur le site internet de l'institution. L'animation des réunions de cette prestation peut être assurée par des jeunes en service civique alors qu'ils n'ont reçu aucune formation ad hoc pour la mener à bien. D'après le site, « un conseiller ou un psychologue du travail » doit mener cet atelier. Pôle Emploi est le service public qui emploie proportionnellement le plus de jeunes avec ce statut.
En juillet 2019, Pôle emploi est condamné à verser à un intermittent du spectacle du Gard la somme de 47 000 € correspondant à trois ans et demi d'indemnités d'allocations chômage. À laquelle s'ajoute s'ajoutent 5 000 € de dommages-intérêts en réparation du préjudice moral et 3 600 € de frais d'avocat. Pôle emploi considère faussement que le métier exercé au sein de la prison est celui d'“animateur de formation” et non pas de réalisateur. Ce dernier statut offre la possibilité de percevoir des indemnités en complément des cachets versés par la prison à l'association qui l'emploie. Le tribunal de Montpellier tranche ce conflit en faveur du chômeur,.
Pôle emploi informe un réfugié géorgien par un courrier daté du 19 août 2013, de l'ouverture de ses droits à l'allocation temporaire d'attente à compter du 6 août 2013. L'intéressé ne présente pas à Pôle emploi de demande de versement de cette allocation avant le 4 janvier 2016, date postérieure à l'expiration du délai de deux ans fixé par les dispositions de l'article R 5423-28 du Code du travail, alors que l'ouverture des droits à l'allocation à compter du 6 août 2013 résulte nécessairement de la présentation d'une demande à cette fin. Le Conseil d'État dans un arrêt du 27 décembre 2019 juge que le tribunal administratif de Paris a dénaturé les pièces du dossier et annule le jugement qui avait rejeté la demande d'allocation temporaire. Pôle emploi est également condamné à verser une somme de 1 500 € aux avocats du réfugié.

### 2020
Début avril 2020, en pleine épidémie de Covid-19, plusieurs syndicats dénoncent les mauvaises conditions de protection du personnel vis-à-vis d'un risque d'infection. Les déplacements en transports en commun des salariés ainsi que les contacts avec certains demandeurs d'emploi sont dénoncés. En début de mois, de nombreux agents ont dû revenir dans des agences afin de traiter les dossiers d'actualisation non dématérialisés,.
La Cour des comptes, en juillet 2020, s'agissant des indicateurs de performance, constate :
- les cinq indicateurs qui n'avaient pas atteint la cible sur la convention tripartite 2012-2014 ont tous été modifiés sur la convention tripartite 2015-2018 (État-Unédic-Pôle emploi)
- le suivi du chômage de longue durée a été allégé dans la convention 2015-2018 alors que le rapport de l'IGAS et de l'inspection générale des finances sur le bilan de la convention tripartite 2012-2014 le recommandait
- certaines cibles ont manqué d'ambition (notamment concernant l'efficacité de l'entrée en formation pour le retour à l'emploi).[Voir infra : Filmographie le documentaire « Médecines alternatives : bons plans ou charlatans ? »]
- ces indicateurs n'ont pas permis de suivre l'effort réellement consacré par l'établissement à l'accompagnement des demandeurs d'emploi les plus en difficulté[121]

Pôle emploi accorde un délai supplémentaire à un demandeur d'emploi pour rembourser sa dette ou pour en solliciter l'échelonnement mais lui adresse pendant cette période une mise en demeure suivie d'une contrainte pour le paiement de la somme de 11 350,74 € supposée indue. Le Conseil d'État le 29 juillet 2020 juge cette procédure irrégulière et l'annule intégralement. Pôle Emploi est par ailleurs condamné à verser au demandeur d'emploi la somme de 2 000 € au titre de l'article L 761-1 du Code de justice administrative au titre des frais exposés devant le tribunal administratif de Toulouse et devant le Conseil d'État.
En juillet 2020, un conseiller Pôle emploi de Rennes, Yann Gaudin, est licencié après avoir publié des articles sur internet à partir de novembre 2019 pour dénoncer des pratiques généralisées au sein de l'institution consistant à spolier les usagers de certains droits, pratiques sur lesquelles la direction de Pôle emploi ne s'est pas expliquée. Il se prévôt du statut de lanceur d'alerte et conseille ensuite les droits des usagers de l’assurance chômage.
Le décret no 2019-797 du 26 juillet 2019 relatif au régime d'assurance chômage prévoit un nouveau mode de calcul du salaire journalier de référence. Le Conseil d'État dans un arrêt du 25 novembre 2020 annule cette disposition. Au regard des règles qui ont été retenues, le montant du salaire journalier de référence peut désormais, pour un même nombre d'heures de travail, varier du simple au quadruple en fonction de la répartition des périodes d'emploi au cours de la période de référence d'affiliation de 24 mois. Il en résulte, dans certaines hypothèses, en dépit de la contrepartie tenant à la prise en compte des jours non travaillés pour la détermination de la durée d'indemnisation, une différence de traitement manifestement disproportionnée au regard du motif d'intérêt général poursuivi. Les dispositions de l'article 13 du règlement d'assurance chômage annexé au décret attaqué portent atteinte au principe d'égalité,.
Malgré les réserves exprimées en 2014 par la Cour des comptes et l'Assemblée nationale (coût élevé, faible efficacité) une partie de l'accompagnement des chômeurs continue d'être sous-traitée par des Organismes de Placement Privés (Ingeus devenu Tingari),,.
Le 17 décembre 2020, le nouveau projet de loi sur les finances 2021 dote Pôle emploi d'outils supplémentaires dans sa lutte contre la fraude aux allocations chômage. Les données bancaires, factures d'énergie ou de téléphonie mobile pourront désormais être utilisées pour vérifier les déclarations effectuées par certains chômeurs soupçonnés de tricherie.
Le chômage augmente de 7,5 % en 2020.

### 2021
Le conseil d'analyse économique, s'inspirant du Canada ou des États-Unis, propose dans une note du 12 janvier 2021, un ajustement de l'indemnisation-chômage (conditions d'éligibilité et durée d'indemnisation) en fonction d'indicateurs de l'activité économique. Il propose également de revoir la gouvernance de l'assurance-chômage,.
Le 28 janvier 2021, un chômeur, non inscrit dans l'agence, tue avec une arme à feu une conseillère de Pôle emploi de Valence. La ministre du Travail, Élisabeth Borne, s'associe à l'hommage rendu par ses confrères. Sa famille porte plainte pour homicide contre Pôle Emploi en 2022. Elle aurait renoncé à demander une protection particulière malgré la fréquence d'actes agressifs provenant des usagers, sachant qu'elle ne serait pas écoutée par la direction.
D'après une enquête menée par le syndicat CGT, 62 % des offres proposées par Pôle Emploi ne sont pas conformes à la loi. Cela permet de « servir de base pour radier les privés d'emploi en invoquant le refus de deux offres raisonnables d'emploi (ORE) ou une insuffisance de recherche. Les chômeurs se font donc contrôler sur des offres qui ne respectent même pas les principes du projet personnalisé d'accès à l'emploi (PPAE) ». Pôle emploi conteste cette enquête. Certains employeurs rencontrent des blocages créés par Pôle Emploi pour mener à bien des recrutements. La Cour des comptes en 2021 alerte à nouveau avec des observations déjà relevées les années précédentes : « La qualité de l'accompagnement et la performance des parcours en termes d'accès à l'autonomie et d'insertion durable dans un emploi de qualité demeurent en outre trop peu évaluées ». En février 2021, 40 000 demandeurs d'emploi bénéficient, automatiquement ou après un contact, d'une prime exceptionnelle accordée aux travailleurs précaires. Par la suite, 10 % d'entre eux reçoivent un courrier en raison d'un trop perçu avec proposition d'étalement du remboursement ou de remise partielle de dette. Les syndicats demandent qu'il n'y ait pas de remboursement s'agissant de personnes extrêmement précaires ; selon FO, « ce n'est pas de leur responsabilité, c'est une erreur de gestion de Pôle Emploi »,. L'Unédic, chargée de la gestion du régime d'assurance-chômage, prévoit un déficit de 10 milliards d'euros en 2021. Une journaliste de l'émission Envoyé spécial, sans aucune formation ni expérience dans le domaine des ressources humaines ou du recrutement est engagée en CDD en qualité de conseillère dans une agence de Pôle Emploi qu'elle n'a pas choisie. Dès le deuxième jour, elle est chargée d'accompagner une autre nouvelle afin de mener les entretiens post inscription des chômeurs. Elles ne savent pas utiliser le logiciel interne. Des chômeurs contactés par téléphone s'étonnent grandement d'une démarche d'accompagnement menée par l'organisme. Ils déclarent ne pas bénéficier d'un accompagnement mené par un conseiller depuis des années. Les pauses repas des agents sont enregistrées informatiquement avec une durée de 45 minutes alors qu'elles peuvent s'étendre jusqu'à deux heures. Une agente responsable du service administratif de soutien se déclare sans activité. Un autre est présenté par ses collègues comme arrivant régulièrement en retard le matin. Un conseiller prétend qu'il existerait dans le Code civil, un texte spécifique permettant à Pôle Emploi d'être remboursé des indemnités perçues par une chômeuse par suite d'une communication de conseils erronés,.
Le tribunal administratif de Cergy-Pontoise en 2018 annule la décision de 2016 par laquelle la directrice de l'agence Pôle emploi « cadres » de Bois-Colombes rejette la demande d'Aide individuelle à la formation d'un demandeur d'emploi et enjoint à Pôle emploi de réexaminer sa situation tout en rejetant le surplus de ses conclusions. La Cour administrative d'appel de Versailles transmet au Conseil d'État en 2019 le pourvoi formé par le demandeur d'emploi contre le jugement du tribunal administratif de Cergy-Pontoise. Pôle emploi ne produit aucun mémoire en défense. Le Conseil d'État le 26 juin 2021 condamne Pôle emploi à verser la somme de 1 200 € au demandeur d'emploi au regard de l'article L. 761-1 du code de justice administrative au titre de l'instance engagée devant le tribunal administratif de Cergy-Pontoise et ordonne de régler l'affaire au fond, dans la mesure où la cassation est jugée. Dépourvu d'une connexion à Internet, un demandeur d'emploi est radié car il correspond avec Pôle Emploi au moyen de courriers postaux. Il saisit le tribunal administratif.
À partir du 1er juillet 2021, un décret daté du 30 mars 2021 diminue le montant de l'indemnité versée à plus d'un million de demandeurs d'emploi. En moyenne, la baisse serait de 24 % d'après l'étude d'impact définitive révélée par l'Unédic. Cette réforme conduirait à une baisse des dépenses de 2,3 milliards d'euros par an pour l'État,,,. Cela conduirait à défavoriser financièrement les chômeurs en activité selon l'Unédic et les syndicats. À la demande de Force ouvrière, une autre étude de l'Unédic montre des inégalités en défaveur des allocataires ayant été en chômage partiel, en congé maladie ou maternité. Le ministère du Travail indique qu'il corrigera cette dernière situation par un nouveau décret correctif. Tous les syndicats de salariés contestent ces textes devant le Conseil d'État lors de la troisième semaine du mois de mai 2021. La juge des référés suspend le 22 juin 2021 les règles de calcul du montant de l'allocation chômage. Elle considère qu'« il ne résulte pas de l'instruction d'éléments suffisants permettant de considérer que les conditions du marché du travail sont à ce jour réunies pour atteindre l'objectif d'intérêt général poursuivi. (…), le moyen tiré de ce qu'en fixant dès le 1er juillet 2021 la date d'entrée en vigueur des dispositions relatives à la détermination du salaire journalier de référence, qui affectent, (…) de manière significative les demandeurs d'emploi au parcours d'emploi fractionné, le décret serait entaché d'une erreur manifeste d'appréciation, est de nature à créer, en l'état de l'instruction, un doute sérieux sur sa légalité. Il résulte de tout ce qui précède que les requérants sont fondés à demander la suspension de l'exécution du décret du 30 mars 2021 (…) ». Par ailleurs, la juge ne remet pas en cause le principe de la réforme elle-même. Des boîtiers d'alerte sont mis à la disposition des agents de Pôle Emploi afin de faire face à des réactions agressives ou d'incivilité des demandeurs d'emploi.
Le Conseil d'État valide l'entrée en vigueur au 1er octobre 2021 du décret instaurant le nouveau mode de calcul à la baisse de l'allocation chômage, arguant une amélioration de la situation du marché de l'emploi et de l'activité économique au cours des derniers mois alors qu'un rapport sénatorial déposé en septembre conclut à une paupérisation de la société française. Il relève également la part élevée des emplois en contrat court : 75 %,,. Le nombre d'offres d'emploi est présenté comme atteignant des niveaux ultra-performants avec la présence de près d'un million d'offres sur le site de Pôle Emploi. En réalité, les chiffres allégués sont faux. De nombreuses annonces pour des emplois déjà pourvus depuis plusieurs semaines ou bien des copies pour un même poste émanant de multiples sites privés apparaissent en ligne. Afin de dissimuler la tromperie, parfois l'intitulé de poste à pourvoir change mais le contenu de l'annonce demeure inchangé et est reproduit plusieurs fois. La part des offres uniquement gérées par Pôle Emploi représentent seulement 23 %,. Dans son ordonnance des référés, le Conseil d'État mentionne sans les nommer ni relever l'absence de leur mise en œuvre par les conseillers de Pôle emploi (voir supra le document de 2021 d'Envoyé spécial : Ma petite vie de conseiller Pôle Emploi), le déploiement actuel, « de nouvelles actions spécifiques pour remobiliser des demandeurs éloignés de l'emploi ainsi que des prestations destinées à ceux qui souhaitent accéder à un emploi plus durable ».
Dans son allocution télévisée du 9 novembre 2021, Emmanuel Macron annonce une augmentation de 25 % du nombre de contrôles des chômeurs. Le précédent bilan de telles mesures en date de 2017 était le suivant : 86 % des personnes contrôlées étaient en recherche active. Sur les 14 % radiées : seules 40 % étaient indemnisées par l'Unédic, les autres relevaient du régime de solidarité ASS (23 %) ou ne percevaient aucune allocation (36 %). En 2019, 400 000 contrôles ont été mis en œuvre. Les syndicats dénoncent aujourd'hui ces mesures jugées « démagogiques » avec « des arrière-pensées électoralistes »,. Ces contrôles pourraient rester sans effet concret. Les agents de contrôle disposent d'un droit de communication les autorisant à obtenir des informations. Ils peuvent ainsi désormais consulter les différents fichiers détenus par des organismes sociaux notamment le Répertoire national commun de la protection sociale ou bien la CAF, le fichier des comptes bancaires et assimilés et les relevés bancaires, le logiciel de gestion des dossiers des ressortissants étrangers en France, les fournisseurs de gaz et d'électricité ou encore demander des informations personnelles aux employeurs.
Un demandeur d'emploi sur deux est au chômage depuis plus d'un an : soit environ 2,9 millions de personnes dont 1 million sont inscrites depuis plus de trois ans.

### 2022
La Cour des comptes publie un rapport d'information en janvier 2022 sur le Revenu de solidarité active(RSA) et note un accompagnement professionnel par Pôle emploi des bénéficiaires du RSA dont le contenu reste léger et laisse des personnes sans solution.
Un quart des agents mènent une grève le mardi 1er février 2022 afin de dénoncer leur niveau de salaire et leurs conditions de travail. En particulier, sont concernés la fatigue et l'empilement des nouvelles mesures : remobilisation des chômeurs de longue durée, réforme de l'indemnisation du chômage, mise en œuvre à partir du 1er mars 2022 du contrat d'engagement jeune. 3 400 agents supplémentaires sont recrutés en 2022.
Pôle emploi est condamné à 5 000 € de dommages-intérêts en mars 2022 par le conseil des prud'hommes pour « des agissements répétés de harcèlement moral et à une violation (…) de son obligation de sécurité envers Florent I, salarié de la direction des affaires internationales ». Celui-ci était placé sous surveillance par d'autres agents à la demande de la direction et isolé. Le management de l'ancienne directrice du service était déconsidéré depuis 2017. Deux rapports en ce sens étaient restés sans effet. Pôle emploi interjette appel mais l'intéressé souhaite poursuivre l'institution publique en portant également plainte devant le tribunal correctionnel,.
Un allocataire de Pôle Emploi, soupçonné de déclarations mensongères à une administration publique en vue d'obtenir un avantage indu afin de percevoir des allocations d'aide au retour à l'emploi (article 441-6 du Code pénal) durant trois ans est relaxé par la justice pénale le 3 juillet 2014. Malgré cette décision, le 5 novembre 2014, Pôle emploi réclame en vain devant le tribunal de grande instance de Poitiers la restitution des allocations chômage versées. La Cour d'appel de Poitiers le 28 octobre 2020 donne également tort à Pôle emploi, relevant que sa demande est prescrite aux termes de l'article L. 5422-5 du Code du travail,. En effet, l'action en remboursement de l'allocation d'assurance chômage indûment versée se prescrit par trois ans. En cas de fraude ou de fausse déclaration, elle se prescrit par dix ans. L'absence de fraude a été précédemment établie par jugement passé en force de chose jugée en 2014 (autorité de la chose jugée). Pôle Emploi Nouvelle Aquitaine perd devant la Cour de cassation le 7 avril 2022 en rejetant son pourvoi, est condamné à payer : les dépens, 2 500 € de frais d'avocat et 345 € au demandeur d'emploi,.
Le ministère du Travail perd devant le Conseil d'État le 27 avril 2022 au sujet de la suppression de l'observation d'un délai de carence entre deux CDD conclus par les agents de Pôle Emploi. La convention collective signée par la direction générale de Pôle emploi et par quatre syndicats (CFDT, CFE-CGC, CFTC, SNAP) le 18 septembre 2019, avait notamment pour objectif « de lutter contre la précarité » en supprimant ledit délai. Cette mesure avait été étendue par un arrêté du ministère du travail du 15 janvier 2020. FO considère cette nouvelle disposition comme de nature à maintenir les agents concernés dans des formes d'activité instable. Les ordonnances Macron de septembre 2017 permettent en effet à un accord de branche de « déroger au principe (…) de l'application d'un délai de carence ». Cependant, la dérogation n'est envisageable « que dans certains cas seulement », qu'il convient de définir. Or l'avenant précité prévoyait la suppression du délai de carence « de façon générale », ce que sanctionne la haute juridiction. Elle met également à la charge de l'État la somme de 3 000 € à verser à FO au titre des dépens au regard de l'article L. 761-1 du Code de justice administrative,.
Le président de la République sortant, Emmanuel Macron, candidat à sa réélection lors de la campagne électorale de 2022 propose une réforme de Pôle emploi. Le nouveau service public, dénommé France Travail, rassemblerait les diverses entités publiques chargées de l'emploi et de l'insertion : la Mission locale pour les jeunes, la région avec son Plan régional de formation, les dispositifs d'insertion du département pour les bénéficiaires du RSA, l'AFPA et le Pôle emploi,. Il confirme après son élection, sa volonté de réunir les différents dispositifs d'accès à l'emploi ou à la formation auprès d'un opérateur public unique portant ce nom. L'idée de moduler le montant, la durée, l'accès aux indemnités chômages en fonction de la croissance économique figure toujours parmi son choix. La réforme de la gouvernance de l'Unédic est également envisagée.
Des formations non reconnues et très controversées, telles la naturopathie ou bien la programmation neuro-linguistique, sont proposées et financées par Pôle emploi,. La Mission interministérielle de vigilance et de lutte contre les dérives sectaires (MIVILUDES) met pourtant en garde contre ces formations dans plusieurs de ses rapports.
Pôle emploi étudie la possibilité d'établir une liste de chômeurs candidats à l'emploi dans certains secteurs d'activité en tension (le bâtiment, l'hôtellerie-restauration, le transport, le sanitaire et le social). Le refus d'une proposition d'emploi entrainerait la radiation. Finalement, une campagne officielle de communication nationale est lancée le 7 octobre 2022 afin d'accompagner médiatiquement le projet. Cependant, le syndicat CGT souligne en même temps la non-fiabilité des offres publiées sur le site de l'agence publique en particulier dans les secteurs précités. D'une manière générale, 95 % d'entre elles seraient entachées d'imprécisions ou d'erreurs substantielles (salaires, durée hebdomadaire du travail, nature du contrat, offre pourvue…), voire des offres fictives émanant de sites privés s'y trouveraient. La direction conteste toutefois ces chiffres,,,,.
Le député Nupes et sociologue Hadrien Clouet estime résiduel le nombre d'emplois non pourvus dont il est régulièrement question dans les médias. L'objectif de cette contrevérité itérative serait d'accroitre la dérégulation du marché de l'emploi et la dégradation des conditions de travail dans les entreprises. Le risque serait ainsi de complexifier davantage les recrutements. Il dénonce l'absence de respect du droit du travail pour certaines offres proposées sur le site web. Seuls 20 % de l'ensemble des offres sont diffusés uniquement par Pôle emploi et contrôlés par lui,.
Un couple d'agents du Pôle Emploi de Cavaillon et d'Avignon dans le Vaucluse, détournent 120 000 € d'indemnités chômage grâce à des proches, usurpant la qualité de chômeur. Ils comparaitront devant le tribunal correctionnel pour escroquerie aggravée.
Olivier Dussopt, ministre du Travail, constate qu'au premier semestre 2022, lorsque le taux de chômage est à 7,5 %, celui des travailleurs immigrés est à 13 %.
La demande de Pôle Emploi visant à voir condamner une chômeuse au remboursement de la somme de 11 004,93 € au titre de l'allocation chômage d'aide au retour à l'emploi versée pour la période comprise entre le 13 septembre 2021 et le 31 janvier 2015 est déclarée irrecevable pour cause de prescription par la Cour d'appel de Versailles le 31 mai 2023. L'appelante avait exercé une activité bénévole dans une association qui l'employait. La Cour condamne emploi à lui verser 2 500 € au titre de l'article 700 du Code de procédure civile car elle considère qu'il serait inéquitable de laisser à sa charge les frais irrépétibles exposés en première instance et en appel.
Une soirée de séminaire pour 1 100 cadres de Pôle emploi est organisée le 17 juin 2022 au stade de France pour un montant hors taxe de 286 000 € soit environ 260 € hors taxes par invité.
La Cour de cassation dans un arrêt daté du 23 juin 2022 dispose que Pôle Emploi n'est pas autorisé à effectuer des retenues d'office sur des allocations chômages en cours de versement, dès lors que les trop-perçus sont contestés par les demandeurs d'emploi. En application de l'article 700 du Code de procédure civile, elle condamne Pôle Emploi Auvergne-Rhône-Alpes à verser à l'intéressé la somme de 3 000 €,,.
Pôle Emploi procède à un nombre record de 58 100 radiations en novembre 2022. À compter du 1er février 2023, l'allocation de retour à l'emploi versée aux chômeurs inscrits variera avec l'état du marché du travail conformant à la loi du 21 décembre 2022 portant mesures d'urgence relatives au fonctionnement du marché du travail en vue du plein emploi,,,.

### 2023
En février, le tribunal correctionnel de Bastia juge un dossier de suspicions de malversations au préjudice du Pôle Emploi par notamment l'ancien directeur de l'agence d'Ajaccio. Les premières suspicions apparaissent avec la présence d'une personne bénéficiant d'une formation rémunérée dispensée sur le continent alors qu'elle était employée par l'agence Pôle emploi d'Ajaccio. À la suite d'un audit, le directeur régional dépose plainte en décembre 2014. Une enquête menée par la police judiciaire sur des présomptions de fraudes aux prestations sociales porte sur des suspicions de détournements de fonds publics au préjudice de l'agence Pôle emploi d'Ajaccio par le biais d'aides individuelles à la formation (AIF) et la fourniture de faux documents permettant le versement de l'AIF. Le directeur de l'agence d'Ajaccio est licencié pour faute grave par Pôle emploi. Quatre autres personnes comparaissent à ses côtés mais sont absents à l'audience. Les infractions reprochées diffèrent selon les prévenus : corruption active, complicité de détournement de fonds publics, recel de ce délit. L'enquête de la PJ conclut à l'existence de fraudes aux prestations sociales par le versement de l'AIF à Ajaccio et à Porto-Vecchio pour treize formations jugées fictives par les policiers et neuf autres qui auraient été indûment versées via des formations collectives. La société chargée de ces formations, dirigée par l'un des prévenus, aurait détourné environ 69 000 € entre janvier 2013 et août 2014.
Le Défenseur des droits est saisi d’une réclamation relative au délai pris par une agence Pôle emploi pour adresser le formulaire U2 à son équivalent allemand de Munich (Bundesagentur für Arbeit), privant un chômeur, d’une part de ses indemnités chômage en France pendant 3 mois et, d’autre part, de la prolongation de ses droits par l’organisme allemand. La Défenseure des droits considère le 4 septembre 2023 que le manque de diligence dans la gestion de ce dossier a eu pour effet de priver le réclamant du droit de solliciter un prolongement d’indemnisation, porte atteinte à ses droits d’usager du service public de l’assurance chômage et lui porte directement préjudice. La Défenseure des droits recommande à Pôle emploi d’indemniser le préjudice subi par le réclamant causé par le manque de diligence dans le traitement de sa demande.
Des agressions verbales et parfois physiques portent sur de plus en plus d'agents. Ils sont confrontés également à des insultes et des menaces sur leur intégrité physique oralement ou par écrit. Des façades d'agence sont détruites ou recouvertes de mentions de désespoir. La direction adopte la création d'un plan de sécurisation mis en place jusqu'en 2025 : caméras, boutons d'alerte, portes à accès sur commande. Les syndicats ont saisi l'inspection du travail qui vient d'ouvrir une enquête afin d'établir si la sécurité est suffisante dans toutes les agences.
Plusieurs experts en cybersécurité signalent la présence sur le web, de données volées à Pôle Emploi concernant près de 10,2 millions de demandeurs d'emploi dont leurs numéros de téléphone et adresse électronique. Elles sont en vente et diffusées sur le darknet depuis le 8 août 2023.

### 2024
La CGT chômeurs analyse 1 200 offres mises en ligne sur le site de France Travail. Selon le syndicat, il apparait que 61,1 % d’entre elles seraient illégales. Il ressort également leur caractère hyper précaire : très faible volume d'heures / rémunération. L'objectif est de faire sortir des demandeurs d'emploi pendant quelques mois de la catégorie A. La direction de France Travail assure que « toutes les offres font l’objet d’un contrôle automatisé, s’appuyant sur l’intelligence artificielle, pour écarter celles contenant des mentions discriminantes ou non conformes à la réglementation. Les offres directement déposées par les employeurs sont de surcroît vérifiées par les conseillers chargés des entreprises, donnant lieu en cas de suspicion à un contact avec l’employeur en vue de modifier l’offre et de mettre fin à la suspension de publication ». Une nouvelle étude de la CGT Chômeurs d'août 2024 montrent que 55 % des offres postées sur le site de France Travail seraient frauduleuses . Sur 1844 offres identifiées, 55 % sont illégales au regard du code du travail car elles comportent des mentions de nature à induire en erreur: un CDD pouvant déboucher sur un CDI alors que ce n'est pas le cas. Des offres n’existent pas bien qu'elles soient présente sur le site de France Travail. En cliquant sur le lien pour se rendre sur le site du partenaire, la mention "offre pourvue" apparait. D'après France Travail en choisissant aléatoirement dans toute sa base de données 2500 offres vérifiées et 2500 offres de partenaires, 7 % d’offres seraient illégales.
En mars 2024, France Travail reconnait avoir été piraté. L'attaque informatique a eu lieu entre le 6 février 2024 et le 5 mars 2024 et a permis aux pirates d'exfiltrer les données de 43 millions de français. Le nombre impressionnant de données s'explique car les pirates ont eu accès aux données archivées par France Travail au cours des 20 dernières années ,. Ce piratage s'est produit bien que la direction de France Travail avait été alertée d'une telle faille informatique dès 2022.

### 2025
France Travail, en juillet 2025, est à nouveau touché par un piratage de données concernant 340 000 demandeurs d’emploi. Il s'agit des « noms et prénoms, dates de naissance, identifiants France Travail, adresses mail et postale et numéros de téléphone ».  Les données bancaires ne sont pas visées. France Travail déclare avoir déposé plainte auprès de la Commission nationale de l’informatique et des libertés.

## DePôle emploiàFrance Travail
Le ministre du Travail, du Plein emploi et de l'Insertion, Olivier Dussopt, fait part officiellement le 23 avril 2023 du changement d'appellation de Pôle emploi en « France Travail » le 1er janvier 2024. Cette nouvelle entité doit permettre à tous les acteurs de l'emploi et de l'inclusion de travailler ensemble.
Thibaut Guilluy, haut-commissaire à l'emploi et à l'engagement des entreprises (HC3E) est mandaté en septembre 2022 pour piloter une mission de préfiguration de l'organisme France Travail. Après consultation des parties prenantes sur des thèmes tels que « la communication et l'aller vers, le diagnostic et l'orientation, l'accompagnement des personnes, la formation, les droits et devoirs des bénéficiaires, les services aux employeurs et aux conseillers, la gouvernance et le pilotage, les outils numériques… », son rapport a été remis à Olivier Dussopt. Il constate qu'au début des années 2020, alors que les chiffres officiels du chômage sont en baisse, les entreprises peinent à recruter certains profils, pendant que des chômeurs peinent à trouver un travail. Selon Guilluy, France Travail devrait faciliter la collaboration entre État, régions, départements, communes, opérateurs publics, acteurs associatifs et privés, via une « gouvernance d'ensemble assurée par l'État, les collectivités et les partenaires sociaux. France Travail serait la porte d'entrée des personnes en recherche d'emploi ».
L'objectif affiché est le plein emploi, l'accès pour toutes et tous à l'autonomie et à la dignité par le travail. Ce rapport résume aussi les résultats de la concertation lancée en septembre 2022, puis produit des propositions pour une nouvelle réforme du service public de l'emploi. Il s'agit aussi de doper « l'offre de service en direction des personnes, notamment les plus éloignées de l'emploi, par des parcours d'accompagnement personnalisés et plus intensifs, et en direction des entreprises, visant à une réduction drastique des emplois non pourvus faute de candidats ». Selon les préconisations de l'Inspection générale des finances, le gouvernement envisage de réduire le budget consacré à ce nouvel opérateur.
Le 15 décembre 2023, le nouveau logo de France Travail est dévoilé. Le 18 décembre 2023, la loi pour le plein emploi, transformant Pôle Emploi en France Travail, est promulguée.

### Évolutions par rapport à Pôle emploi
Les bénéficiaires du revenu de solidarité active (RSA) devront tous être inscrits à France Travail d'ici 2025, alors qu'auparavant cela n'était pas systématique.
Les sanctions évoluent et concernent autant les demandeurs d'emploi que les personnes bénéficiaires du RSA.

## Polémique sur les formations «rentiers»
En novembre 2023, Mediapart révèle que Pôle Emploi dispense des formations visant à « devenir rentier » en incitant notamment les chômeurs à louer leur logement sur Airbnb. Selon le média d'information, ces formations seraient financées sur fonds public,.

## Attestation France Travail
L'attestation France Travail, anciennement connue en tant qu'« attestation Pôle Emploi », est un document officiel délivré par l’employeur à un salarié lors de la fin de son contrat de travail. Elle joue un rôle essentiel dans l'ouverture des droits à l’assurance chômage et constitue une obligation légale pour les employeurs. Étant rappelé que l’assurance chômage n’est formalisée qu’en 1958 (avec la mise en place de l’UNEDIC (Union nationale interprofessionnelle pour l’emploi dans l’industrie et le commerce), les employeurs commencent alors à devoir fournir des documents attestant des périodes travaillées et des cotisations versées. Ces documents étaient principalement des certificats manuscrits ou standardisés remis aux salariés quittant leur emploi. Un arrêté de 1979 introduit une obligation formelle pour l’employeur de fournir une attestation à un salarié quittant l’entreprise. Ce document devient nécessaire pour justifier les droits aux allocations chômage et déclarer les cotisations sociales versées. À cette époque, il s’agissait d’un formulaire papier remis au salarié, sans transmission systématique à l’administration. Depuis juillet 2024, et la création de France Travail en remplacement de Pôle Emploi, le nom du document a été modifié. Toutefois, ses finalités et son contenu sont restés largement identiques.

## Filmographie et web-séries

### Télévision
Le 1er février 2013, Les Infiltrés : Pôle emploi – mission impossible, présenté par Marie Drucker, est diffusée sur France 2,.
Le 18 octobre 2016, la chaîne diffuse Marchés publics : le grand dérapage, une enquête de Loïc Tanant et Nolwenn Le Fustec pour le magazine Cash Investigation,.
Le 20 février 2020, la chaîne diffuse Médecines alternatives : bons plans ou charlatans ? présenté par Élise Lucet d'Envoyé spécial,.
Le 10 décembre 2020, la chaîne diffuse Service public : liberté, égalité, rentabilité ?, présenté par Élise Lucet pour le magazine Cash Investigation.
Le 25 mars 2021, France 2 diffuse Ma vie de conseiller Pôle emploi, présenté par Élise Lucet de l'émission Envoyé spécial,.

### Cinéma
- 2014 : Pôle emploi, ne quittez pas de Nora Philippe[221].

### Web-séries
En 2020, Pôle emploi met en avant la culture web en modernisant sa chaîne YouTube ; l'établissement public lance des web-séries, en association avec des youtubeurs reconnus, à destination des jeunes générations. La première web-série Les passionnés du goût promeut les métiers de bouche, en lien avec le youtuber cuisine Florian Onair. Elle est suivie par Les passionnés du numérique présentée par Micode, un vidéaste web qui vulgarise sur sa chaîne les enjeux du numérique et de la cybersécurité, et sera poursuivie par la série sur les métiers du secteur maritime et fluvial. L'objectif est de sensibiliser, de démystifier certains métiers et d'orienter le jeune public vers des filières qui recrutent.